# Новодмитриевка (Саратовская область)
Новодмитриевка — посёлок в Пугачёвском районе Саратовской области, в составе сельского поселения Рахмановское муниципальное образование. Посёлок обслуживает почтовое отделение села Карловка
Население — 66 (2010). 

## История
Деревня Дмитриевка упоминается в Списке населённых мест Самарской губернии 1910 года. Согласно Списку деревня относилась к Любицкой волости Николаевского уезда Самарской губернии. Деревню населяли бывшие государственные крестьяне, преимущественно русские, православные, 249 мужчин и 111 женщин, имелась ветряная мельница. Земельный надел составлял 1576 десятин удобной земли.
С 1935 по 1960 год посёлок относился к Клинцовскому району Саратовской области. В составе Пугачёвского района - с 1960 года.

## Физико-географическая характеристика
Посёлок находится в Заволжье, на правом берегу реки Большая Чалыкла (левый приток реки Камелик), напротив посёлка Новопавловка. Почвы: в долине Большой Чалыклы - солонцы луговатые (полугидроморфные) и лугово-каштановые.
Посёлок расположен в юго-восточной части Пугачёвского района, примерно в 56 км по прямой от районного центра города Пугачёв. По автомобильным дорогам расстояние до районного центра составляет 76 км, до областного центра города Саратов - 310 км, до Самары - 260 км.
Часовой пояс
Новодмитриевка, как и вся Саратовская область, находится в часовой зоне МСК+1. Смещение применяемого времени относительно UTC составляет +4:00.

## Население
Динамика численности населения по годам:
| Годы      | 1910 | 2002 |
| --------- | ---- | ---- |
| Население | 360  | 75   |

| 2010 |
| ---- |
| 66   |

Национальный состав
Согласно результатам переписи 2002 года русские составляли 79 % населения.